# Decaboran
Decaboran (denumit și decaboran (14)) este un compus chimic din clasa boranilor, format din bor și hidrogen, cu formula B10H14. Este un compus cristalin alb, precursor al altor hidruri de bor, fiind unul dintre cei mai importanți borani. Este toxic, volatil și are un miros de ciocolată.

## Proprietăți

### Proprietăți fizice
Proprietățile fizice ale decaboranului sunt asemănătoare cu cele ale naftalinei și antracenului, toți cei trei compuși fiind solide incolore și volatile. Metoda cea mai comună de purificare a lor este sublimarea. Decaboranul este extrem de inflamabil, dar, ca și alte hidruri de bor, arde cu o flacără verde. Nu este sensibil la acțiunea aerului umed, deși hidrolizează în apă fierbinte, eliberând hidrogen și obținându-se o soluție de acid boric. Este solubil în apă caldă, dar și în diferiți solvenți nepolari.